# Eumacrohoughia nuda
Eumacrohoughia nuda là một loài ruồi trong họ Tachinidae.